# Xiomara Alfaro
Xiomara Alfaro (La Habana, 11 de mayo de 1930-Cabo Coral, 24 de junio de 2018) fue una cantante cubana de música popular que residió en Cabo Coral (Estados Unidos).

## Trayectoria artística
Xiomara Alfaro se inició en revistas musicales en los años 50 y en espectáculos de cabaré, actuó en Tropicana y realizó numerosos espectáculos en diversos países del mundo, editó más de 28 discos, algunos con la colaboración de Bebo Valdés y Ernesto Duarte Brito, entre otros. El bolero «Siboney» de Ernesto Lecuona fue muy popular en su voz y la interpretación que más le gustaba al autor. Casada con el pianista panameño Rafael Benítez, quien ha sido su arreglista y director de orquesta artístico colaborando en la grabación de sus discos. Participó en la película italiana Mambo con Silvana Mangano y Vittorio Gassman, dirigida por Robert Rossen en 1954, así como en la cinta mexicana Yambaó (1956), junto a las también cubanas Ninón Sevilla y Olga Guillot, dirigida por Alfredo B. Crevenna. Tuvo una destacada participación musical en una de las consideradas mejores películas chilenas de todos los tiempos, El Gran Circo Chamorro (1955).
Xiomara Alfaro marcó un estilo propio en la canción popular cubana, con su repertorio de boleros en su voz de soprano de coloratura de impresionantes agudos, artista contemporánea de Olga Guillot, Celia Cruz, Omara Portuondo e Yma Súmac.

## Discografía
- Besos en mis sueños
- Recordar es vivir (con la Orquesta de Rafael Benítez)
- Siboney (con las orquestas de Ernesto Duarte y Chico O'Farill)
- Xiomara Alfaro en gira
- Xiomara Alfaro en Nueva York (con Joe Cain y su Orquesta)
- ¡No puedo ser feliz! (con la Orquesta de Rafael Benítez)
- Xiomara Alfaro Sings International Flavors
- Lamento borincano (Con las Orquestas de Bebo Valdés y Adolfo Guzmán)
- La Sublime
- Más éxitos
- Latin Nightingale (con las Orquestas de Bebo Valdés y Adolfo Guzmán)
- Recuerdos de Cuba
- Todo para recordar
- Cuando vuelva a tu lado
- Padre Nuestro
- En ti me escondo yo
- El Ruiseñor trina de nuevo
- Aquellas canciones